# Armando Dotto

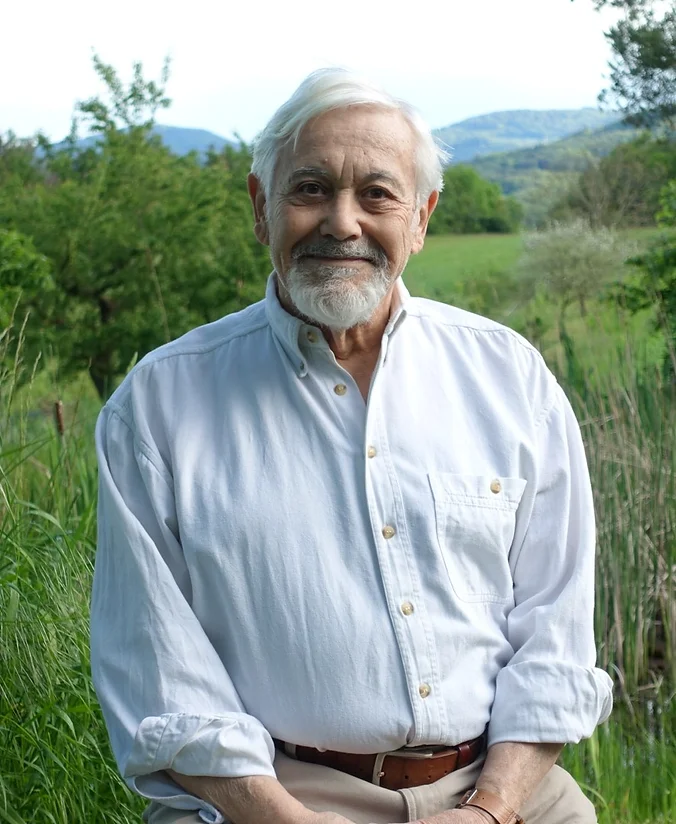

Armando Dotto (* 13. Januar 1946 in Arbon) ist ein Schweizer Schauspieler, Regisseur und Autor.

## Leben und Wirken
Armando Dotto studierte zunächst Schauspiel und Regie am Bühnenstudio Zürich. 1969/70 machte er eine Ausbildung zum Fernsehrealisator und -regisseur beim Schweizer Fernsehen. Es folgten erste Theaterengagements in Deutschland und Österreich, unter anderem 1968 am Kammerspielkreis Lübeck und 1969 bis 1970 auf Tourneen mit Produktionen des Zimmertheaters Rottweil. Im Jahr 1971 erhielt er eine Gastverpflichtung am Stadttheater Klagenfurt. Zwischen 1970 und 1982 war Armando Dotto teils als Gast, teils als Ensemblemitglied an den Basler Theatern engagiert. Hier wirkte er in über 40 Aufführungen mit, darunter 1970 als Billaud-Varennes in Büchners Dantons Tod, in Dieter Fortes Martin Luther und Thomas Münzer, 1971 als Grimm in Schillers Die Räuber und 1975 als Bettler/Konstabler in der Dreigroschenoper von Bertolt Brecht und Kurt Weill.
Seit Mitte der 1970er Jahre spielte und spielt Armando Dotto Hauptrollen in Fernsehspielen und -serien in der Schweiz und in Deutschland. Daneben betätigte er sich als Drehbuchautor und Regisseur für Theater, Film und Fernsehen. Er realisierte Dokumentar-, Industrie-, Werbe- und Auftragsfilme für die Privatindustrie und für das Schweizer Fernsehen. Er ist Inhaber und Geschäftsführer einer Film- und Fernseh-Produktionsfirma in Basel.

## Filmografie (Auswahl)
- 1973: Ein Fall für Männdli (Fernsehserie, 1 Folge)
- 1973: Ballonbremser
- 1973–1974: Die Tausender-Reportage (Fernsehserie, 13 Folgen)
- 1974: Konfrontation
- 1974: Graf Yoster gibt sich die Ehre (Fernsehserie, 1 Folge)
- 1974: Tod eines Mannequins (Fernsehfilm)
- 1981: Goldene Zeiten – Bittere Zeiten (Fernsehserie, 1 Folge)
- 2011: Verbotene Liebe (Fernsehserie, 1 Folge)
- 2012: Tatort: Borowski und der freie Fall (Fernsehreihe)
- 2012: Crashkurs
- 2012: Das Haus Anubis (55 Folgen)
- 2013: Ein Sommer in Amalfi (Fernsehfilm)
- 2014: Der Bestatter (Fernsehserie, 1 Folge)
- 2015: Mémoire
- 2016–2018: Aktenzeichen XY … ungelöst (Fernsehserie, 3 Folgen)
- 2019: Tatort: Ausgezählt (Fernsehreihe)